# Жанаозенська міська адміністрація
Жанаозе́нська міська адміністрація (каз. Жаңаөзен қаласы әкімдігі, рос. Жанаозенская городская администрация) — адміністративна одиниця у складі Мангистауської області Казахстану. Адміністративний центр — місто Жанаозен.

## Населення
Населення — 142458 осіб (2021; 113014 у 2009, 63337 у 1999, 55675 у 1989).
Національний склад (станом на 2016 рік):
- казахи — 138552 особи (98,56 %)
- росіяни — 1071 особа
- каракалпаки — 224 особи
- узбеки — 220 осіб
- лезгини — 89 осіб
- татари — 67 осіб
- корейці — 55 осіб
- киргизи — 49 осіб
- азербайджанці — 27 осіб
- українці — 16 осіб
- осетини — 13 осіб
- чеченці — 11 осіб
- удіни — 7 осіб
- німці — 2 особи
- вірмени — 1 особа
- грузини — 1 особа
- білоруси — 1 особа
- інші — 165 осіб

## Історія
У радянські часи існувала Новоузенська міська рада обласного підпорядкування, з 1993 року — Жанаозенська міська адміністрація.

## Склад
До складу адміністрації входять місто Жанаозен, 2 сільські адміністрації та 2 сільських округи:
| Поселення                            | Площа, км² | Населення, осіб (1989) | Населення, осіб (1999) | Населення, осіб (2009) | Населення, осіб (2021) | Центр    | Населені пункти |
| ------------------------------------ | ---------- | ---------------------- | ---------------------- | ---------------------- | ---------------------- | -------- | --------------- |
| Жанаозен, місто                      | -          | 48339                  | 48871                  | 91332                  | 72425                  | -        | 1               |
| Кендерлинська сільська адміністрація | 22,35      | -                      | -                      | -                      | 12868                  | Кендерлі | 1               |
| Рахатська сільська адміністрація     | -          | -                      | -                      | -                      | 35468                  | Рахат    | 1               |
| Кизилсайський сільський округ        | -          | 2764                   | 3386                   | 4994                   | 5803                   | Кизилсай | 1               |
| Тенгеський сільський округ           | -          | 4572                   | 11080                  | 16688                  | 15894                  | Тенге    | 1               |

## Найбільші населені пункти
Населені пункти з чисельністю населення понад 1000 осіб:
| № | Населений пункт | Населення, осіб (1989) | Населення, осіб (1999) | Населення, осіб (2009) | Населення, осіб (2021) |
| - | --------------- | ---------------------- | ---------------------- | ---------------------- | ---------------------- |
| 1 | Жанаозен        | 48339                  | 48871                  | 91332                  | 72425                  |
| 2 | Рахат           | -                      | -                      | -                      | 35468                  |
| 3 | Тенге           | 4572                   | 11080                  | 16688                  | 15894                  |
| 4 | Кендерлі        | -                      | -                      | -                      | 12868                  |
| 5 | Кизилсай        | 2764                   | 3386                   | 4994                   | 5803                   |